# Walter Fleming Coutts

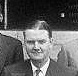
Walter Fleming Coutts

Sir Walter Fleming Coutts (1912-1988) was een Brits koloniaal bestuurder. Hij werd op 19 oktober 1961 gouverneur van Oeganda. 
Toen Oeganda op 9 oktober 1962 een federale monarchie werd binnen het Brits Gemenebest met de Britse koningin Elizabeth II als koningin, werd Sir Coutts haar vertegenwoordiger met als titel gouverneur-generaal. Exact een jaar later werd Oeganda een republiek binnen het Brits Gemenebest met koning Edward Mutesa II van Boeganda als president van Oeganda.
Coutts overleed in 1988.